# Hermetia samoënsis
Hermetia samoënsis är en tvåvingeart som beskrevs av Ricardo 1929. Hermetia samoënsis ingår i släktet Hermetia och familjen vapenflugor. Inga underarter finns listade i Catalogue of Life.